# Von Sydow (släkt)
För alfabetisk namnlista och andra betydelser, se von Sydow
von Sydow är namnet på två ursprungligen tyska släkter utan påvisat släktskap. Den tyska uradliga släkten fortlever i Tyskland.  Den andra släkten  har sedermera inflyttat till Sverige. En gren av denna släkt blev adlad 1830 och därefter  introducerad på Riddarhuset, men är numera utdöd.

## Brandenburgska ätten
Den brandenburgska ätten är en tysk uradlig adelsätt med ursprung från Brandenburg, med stamgodset Sydow i Landkreis Stendal i Sachsen-Anhalt. Ätten är känd från 1259 med Heinrich de Sidow vilken var marskalk åt markgreven Otto III av Brandenburg och var fortfarande på 1900-talet representerad i fyra linjer, spridda över Tyskland: Dobberphul, Schönfeld, Blumberg och Schönow.

## Pommersk-svenska släkten
Den svenska släkten von Sydow är en ursprungligen tysk släkt som invandrade från Pommern till Sverige. Släkten är enligt familjetraditionen sammanhörande med den  uradliga tyska ätten von Sydow, känd sedan 1200-talet. Det finns dock inga skriftliga belägg för detta. Den svenska släktens äldste kände medlem är Christian von Sydow i Curow nära Stettin i Svenska Pommern. På grund av sin tyska härstamning och såsom evangelisk trosbekännare tvingades denne att lämna dåvarande Polen/Litauen under 1600-talets religionsoroligheter där och bosätta sig i Curow.
Som stamfader för den nu levande svenska släkten räknas Christian von Sydows sonson Christian Fredrik von Sydow (1714–1773) som med sina föräldrar 1724 inflyttade till Sverige och slog sig ned i Kalmar. En sonson till Christian Fredrik upphöjdes 1830 i svenskt adligt stånd enligt 37 § i 1809 års regeringsform och introducerades påföljande år under nummer 2305 på Riddarhuset. Denna ättegren utslocknade 1951.
I Tyskland fortlever släktlinjer härstammande från andra söner till Christian von Sydow i Curow.
Släkten von Sydow utgrenade sig i Sverige enligt följande, samt deras stamfäder:
- Östra häradsgrenen (utdöd): Sven David von Sydow
- Högsbygrenen: Johan Peter von Sydow (1747–1827)
- Äldre Kalmargrenen: Carl Fredrik von Sydow (1752–1808)
- Yngre Kalmargrenen (utdöd): Christian Andreas von Sydow
- Jönköpingsgrenen: Nils Ludwig von Sydow (1750–1837)
- Visby-Karlshamnsgrenen; Christian Fredrik von Sydow (1741–1822)
- Öfvedsgrenen: Georg von Sydow

Släkten har genom ingifte anknytning till bland andra släkterna Palme, Wallenberg och Kreuger.

### Kända personer från den pommersk-svenska släkten
- väg- och vattenbyggaren Axel Erik von Sydow (1791–1857)
- underståthållaren Axel Reinhold von Sydow (1788–1834)
- apotekaren och riksdagsledamoten Carl Fredric von Sydow (1832–1904)
- statsrådet Hugo von Sydow (1861–1930)
- politikern Hjalmar von Sydow (1862–1932)
- statsminister och riksmarskalk Oscar von Sydow (1873–1936)
- folkminnesforskaren Carl Wilhelm von Sydow (1878–1952)
- gärningsmannen till de Sydowska morden, Fredrik von Sydow (1908–1932)
- rådmannen och genealogen Johan von Sydow (1918–1999)
- politikern Tullia von Sydow (1918–2019)
- skådespelaren Max von Sydow (1929–2020)
- författarinnan Annika Holm (född 1937)
- statsvetaren och politikern Björn von Sydow (född 1945)
- industridesignern och konstnären Christian von Sydow (född 1950)
- riksdagsmannen Henrik von Sydow (född 1976)
- journalisten Ebba von Sydow (född 1981)

### Stamtavla över kända medlemmar av den pommersk-svenska släkten

#### Högsbygrenen
- Johan Peter von Sydow (1747–1827), prost, riksdagsman för Prästeståndet
  - Johan Gustaf von Sydow (1784–1850), konteramiral
    - Fingal von Sydow (1827–1903), hamnkapten
      - Björn von Sydow (militär) (1867–1935), kommendörkapten
        - Birgit "Giggi" von Sydow (1903–1988), gift med Carl Wilhelm Appelgren, reklamchef i Skandia och officer
          - Fingal von Sydow (1937–2024), byrådirektör

        - Tullia von Sydow (1918–2019), politiker
          - Björn von Sydow (född 1945), politiker

    - Anna Wallenberg (1838–1910), landskapsmålare, gift med André Oscar Wallenberg, grundare av Stockholms Enskilda Bank

  - Axel Reinhold von Sydow (1788–1834), underståthållare, adlad von Sydow
    - Axel von Sydow (1818–1904), klädeshandlare
      - Fingal von Sydow (1861–1951), handelsman, släckte den adliga grenen då han avled barnlös 1951

#### Jönköpingsgrenen
- Nils Ludvig von Sydow (1750–1837), krigskommissarie
  - Christian Fredrik von Sydow (1788–1836), apotekare
    - Christian August von Sydow (1819–1889), kyrkoherde
      - Kristian von Sydow (1852–1929), lärare, politiker
        - Fredrik von Sydow (1896–1973), advokat
          - Erik von Sydow (1930–2016), svensk forskningsdirektör, fysikalisk kemist

    - Fredrik von Sydow (politiker) (1826–1885), politiker
      - Ernst von Sydow (jurist) (1859–1930), jurist
      - Hugo von Sydow (1861–1930), politiker
        - Christian von Sydow (politiker) (1899–1980), disponent, politiker
        - Daniel Hugo von Sydow (1909–1990), överstelöjtnant
          - Johan von Sydow (född 1942), biträdande länspolismästare
            - Henrik von Sydow (född 1976), politiker

      - Hjalmar von Sydow (1862–1932), politiker
        - Fredrik von Sydow (juridikstudent) (1908–1932), se även de Sydowska morden
          - Monica von Sydow (1929–2014), psykolog

        - Marianne von Sydow (1916–1992), en tid gift med Anders Henschen, konstnär
          - Helena Henschen (1940–2011), konstnär, designer och författare till bland annat I Skuggan av ett brott om de Sydowska morden

  - Axel Erik von Sydow (1791–1857), väg- och vattenbyggare
  - Daniel Peter von Sydow (1793–1873), apotekare
    - Frans von Sydow (1828–1914), läkare
    - Carl Fredric von Sydow (1832–1904), apotekare, politiker
    - Ludvig von Sydow (1835–1923), godsägare
      - Emanuel von Sydow (1874–1930), jordbrukskonsulent
        - Paul von Sydow (1919–1977), lärare
          - Christian von Sydow (född 1950), konstnär

      - Carl Wilhelm von Sydow (1878–1952), folkminnesforskare
        - Max von Sydow (1929–2020), skådespelare, en period gift med Kerstin Olin, skådespelare
          - Henrik von Sydow (född 1958), regissör

      - Carl Gustaf von Sydow (1885–1965), assistent
        - Agneta Christoffersson (född 1929), sjuksköterska
          - Lars Bielke von Sydow (född 1961), gift med Maria Bielke von Sydow, författare

#### Kalmargrenen
- Carl Fredrik von Sydow (1752–1808), lanträntmästare
  - Sven Fredrik von Sydow (1783–1845), handlande
    - Henrik August von Sydow (1823–1876), magistratsekreterare, rådman 
      - Ernst von Sydow (bankman) (1869–1919), bankman
      - Oscar von Sydow (1873–1936), statsminister och riksmarskalk
        - Kristian von Sydow (direktör) (1917–2008), redare, företagsledare
          - Oscar von Sydow (född 1950), skeppsmäklare
            - Ebba von Sydow (född 1981), journalist och programledare

  - Thure August von Sydow (1793–1873), prost
    - Wilhelm von Sydow (1834–1924), stationsinspektor
      - Otto von Sydow (1878–1960), ingenjör
        - Gunnar von Sydow (1911–1990), statssekreterare, ämbetsman
        - Britte von Sydow (1920–1996), gift med Börje Mellvig, skådespelare

  - Otto Reinhold von Sydow (1794–1861), grosshandlare, godsägare
    - Otto von Sydow (1831–1915), godsägare, löjtnant
      - Carl-Otto von Sydow (1859–1946), major
        - Carl von Sydow (1893–1974), ryttmästare
          - Carl-Otto von Sydow (1927–2010), bibliotekarie, skriftställare
            - Stina von Sydow (född 1957), skådespelare

  - Johan Henrik von Sydow (1795–1835), assessor och borgmästare
    - Johan Fredrik von Sydow (1833–1905), hovrättsråd